# Саини, Парминдер Сингх
Парминдер Сингх Саини (англ. Parminder Singh Saini, 19 сентября 1957, Кисуму — 30 мая 2021, Кисуму) — кенийский хоккеист (хоккей на траве), полевой игрок. Участник летних Олимпийских игр 1984 и 1988 годов, чемпион Всеафриканских игр 1987 года.

## Биография
Парминдер Сингх Саини родился 19 сентября 1957 года в кенийском городе Кисуму.
Окончил в Кисуму начальную школу Мивани и среднюю школу для мальчиков, играл за её команду по хоккею на траве. В 1976 году уехал учиться в колледж Лэнгли в Великобританию. Здесь до 1979 года играл за «Слау», после чего вернулся в Кению и выступал за «Кисуму Симба Юнион» из Кисуму.
5 сентября 1981 года дебютировал в составе сборной Кении на турнире шести наций в Италии, сыграв с Индией.
В 1984 году вошёл в состав сборной Кении по хоккею на траве на летних Олимпийских играх в Лос-Анджелесе, занявшей 9-е место. Играл в поле, провёл 7 матчей, забил 3 мяча (два в ворота сборной Канады, один — США).
В 1987 году завоевал золотую медаль хоккейного турнира Всеафриканских игр в Найроби.
В 1988 году вошёл в состав сборной Кении по хоккею на траве на летних Олимпийских играх в Сеуле, занявшей 12-е место. Играл в поле, провёл 7 матчей, мячей не забивал.
В декабре 1990 года играл за сборную Африки на первом межконтинентальном турнире в Куала-Лумпуре.
Последний матч за сборную Кении провёл 13 февраля 1993 года в Найроби против сборной Зимбабве.
По окончании игровой карьеры был тренером «Кисуму Симба Юнион».
В 1999 году был менеджером сборной Кении на Всеафриканских играх в Йоханнесбурге.
В 2014—2015 годах был вице-президентом Кенийского хоккейного союза, после чего стал его техническим советником.
Умер 30 мая 2021 года в Кисуму.